# 亞洲之風
亞洲之風（日語：エイジアンウインズ），是日本純種競賽馬匹。生涯活躍於一哩賽事，曾勝出維多利亞一哩賽及阪神牝馬錦標。

## 出賽前
2004年3月28日出生於北海道千歲市社台牧場，成長途中於拍賣會上被馬主太田美實委託栗東訓練中心練馬師藤原英昭以1890萬日圓購入。
其後正式交由藤原訓練。

## 競賽生涯

### 2歲
2006年12月3日出戰阪神競馬場2歲新馬戰，比賽初段處於第二的位置下在直路開始加速，但最終以第三落敗。
其後出戰2歲未勝利戰，繼續採取前置戰術下在第四彎道取得先機衝出，於直路繼續加速衝刺下成功拋離後方賽駒，以5馬位優勢取首勝。

### 3歲
2007年年初隨即出戰若菜賞，雖然採取領放戰術但未能在直路保持衝勢以第三落敗，其後於3歲500萬獎金以下條件戰重整旗鼓，維持於有利位並在直路一舉衝出，最終戰勝對手取得勝利。
其後陣營有意安排其出戰雌馬三冠頭關櫻花賞，但考慮其身體狀況後決定送其前往宮崎縣宮崎市宮崎育成牧場放草休養，同時將大目標改為明年春季的維多利亞一哩賽。
入秋後其於3歲以上1000萬獎金以下條件戰復出，但於比賽途中大幅失速以第九大敗，隨後轉往草地賽事出戰寶池特別，回復狀態之下以第二的戰績完賽。
12月1日出戰鳥羽特別，本次比賽一反以往做法選擇於中團位置推進，維持穩定步速下在第三、四彎道開始尋找位置加速，最終成功在中檔突圍下以1 3/4馬位優勢取得草地賽事的首勝。

### 4歲
2008年3月復出出戰韓國馬事會盃，雖然賽前取得第一人氣，但於直路上始終未能追上領放馬西方女神下被對手以3馬位差距擊敗。
其後於原定出戰2星期後的渦潮特別，但報名馬匹過多未能出賽下改為出戰3月末的心齋橋錦標。比賽開始後，其雖然漏閘未能搶佔前方位置，但維持良好節奏下逐步於中團穩定步速，於直路上有外檔一舉加速突圍，最終超越所有對手取得勝利。
2星期後隨即挑戰二級賽阪神牝馬錦標，賽前落後京都牝馬錦標殿軍Blumenblatt、此賽事上年度盟主歡欣起舞，上年度優駿牝馬（日本橡樹大賽）冠軍Robe Decollte及前年櫻花賞馬天之吻取得第五人氣。比賽開始後，其隨即搶佔先頭位置貼欄，迅速調整姿態下成功領放，並一直將優勢帶至第四彎道。進入直路後，其繼續於內欄位置開步加速，進獨奏狀態下不斷堅守優勢，最終成功抵擋Blumenblatt的攻勢率先衝線，取得首個分級賽冠軍。
5月19日按照計劃出戰上年度經已鼎立的大目標維多利亞一哩賽，雖然其此前贏得阪神牝馬錦標，但於強敵雲集下仍然為第五人氣。比賽開始後，其順利出閘並逐步取位，選擇維持於第二熱門Bella Rheia附近第六、七左右的位置，同時處於外疊位置避開內欄的爛地。進入直路後，其在中外檔位置逐步取位開始加速，成功由西野掌珠及Bella Rheia之間透出後爆發末腳速度，最終超越前方的Blumenblatt並壓贏衝出的伏特加，以3/4馬位優勢取得首個一級賽冠軍，同時亦為開倉8年的練馬師藤原英昭帶來首個一級賽優勝。

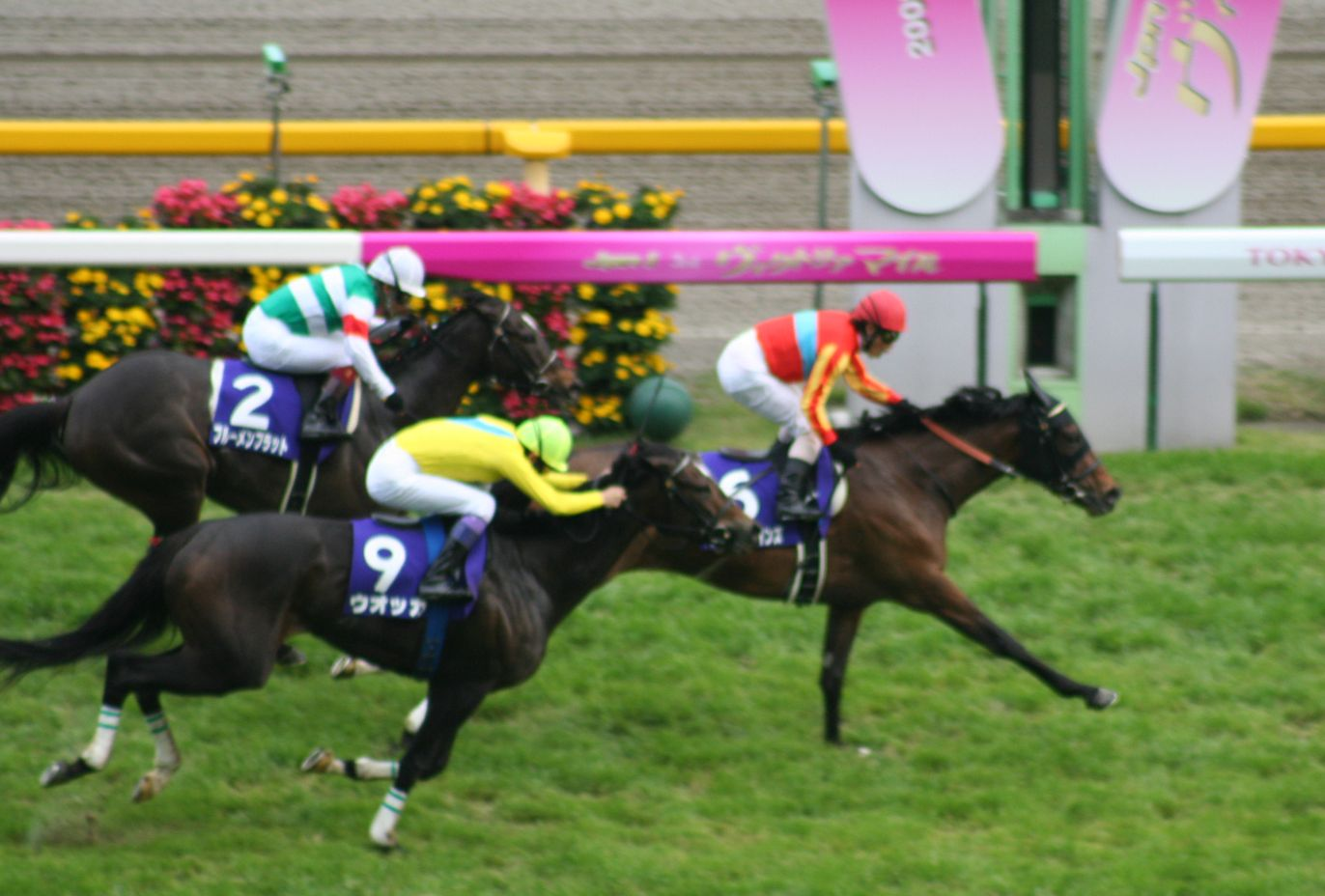
出戰維多利亞一哩賽的亞洲之風

贏得維多利亞一哩賽後，陣營原定安排其和由練馬師角居勝彥訓練、本年度橡樹馬出類拔萃一同遠征美國，出類拔萃出戰美國橡樹大賽，亞洲之風出戰奇斯高一哩賽。然而於出類拔萃未能按照計劃出戰下，藤原認為安排亞洲之風在沒有陪同馬的情況下單獨遠征有一定的風險，因而亦擱置是次計劃。
其後，其一直處於休養狀態未有出戰，但直至2009年6月12日才正式退役。

### 詳細賽績
| 日期       | 舉辦國家 | 馬場 | 距離   | 級別 | 賽事名稱          | 負重 | 騎師     | 馬號 | 出馬 | 名次 | 時間   | 頭馬（二馬）         |
| ---------- | -------- | ---- | ------ | ---- | ----------------- | ---- | -------- | ---- | ---- | ---- | ------ | -------------------- |
| 3/12/2006  | 日本     | 阪神 | 泥1400 |      | 2歲新馬           | 54   | 福永祐一 | 12   | 5    | 3    | 1:26.7 | Shadow Stripe        |
| 24/12/2006 | 日本     | 阪神 | 泥1400 |      | 2歲未勝利         | 54   | 李慕華   | 15   | 14   | 1    | 1:26.8 | （Yamanin Prologue） |
| 21/1/2007  | 日本     | 京都 | 泥1400 |      | 若菜賞            | 54   | 李慕華   | 13   | 1    | 3    | 1:25.7 | Amano Cherry Run     |
| 17/3/2007  | 日本     | 阪神 | 泥1400 |      | 3歲500萬獎金以下  | 54   | 岩田康誠 | 12   | 9    | 1    | 1:13.4 | （Towa Scat）        |
| 27/10/2007 | 日本     | 京都 | 泥1400 |      | 3歲1000萬獎金以下 | 53   | 福永祐一 | 16   | 13   | 9    | 1:25.7 | Hana Ichirin         |
| 18/11/2007 | 日本     | 京都 | 草1400 |      | 寶池特別          | 54   | 李慕華   | 17   | 5    | 2    | 1:21.6 | Shy na Musume        |
| 1/12/2007  | 日本     | 中京 | 草1200 |      | 鳥羽特別          | 54   | 杜滿萊   | 18   | 6    | 1    | 1:07.8 | （Spring Tapian）    |
| 1/3/2008   | 日本     | 中山 | 草1200 |      | 韓國馬事會盃      | 55   | 横山典弘 | 16   | 6    | 2    | 1:08.8 | 西方女神             |
| 30/3/2008  | 日本     | 阪神 | 草1400 |      | 心齋橋錦標        | 54   | 鮫島良太 | 18   | 7    | 1    | 1:21.5 | （Meiner Polite）    |
| 12/4/2008  | 日本     | 阪神 | 草1400 | GII  | 阪神牝馬錦標      | 55   | 鮫島良太 | 15   | 3    | 1    | 1:21.4 | （Blumenblatt）      |
| 18/5/2008  | 日本     | 東京 | 草1600 | JpnI | 維多利亞一哩賽    | 55   | 藤田伸二 | 18   | 6    | 1    | 1:33.7 | （伏特加）           |

## 退役後
退役後，亞洲之風成為了繁殖雌馬，於北海道新日高町藤原牧場休養，在2010年進行配種。首匹子嗣在2011年出生，可於2013年出賽。

### 詳細繁殖資料
| 數目     | 馬名            | 出生年 | 性別 | 父系              | 練馬師                             | 馬主       | 戰績                        |
| -------- | --------------- | ------ | ---- | ----------------- | ---------------------------------- | ---------- | --------------------------- |
| 第一匹   | 亞洲之風2011    | 2011   | 雄   | 水到渠成          |                                    |            | （未出戰）                  |
| 第二匹   | Asian Dream     | 2012   | 雌   | 夏威夷王          | 栗東・藤原英昭                     | 太田珠珠子 | 1戰0金冠0亞0季（退役）      |
| 第三匹   | Maggio Tempesta | 2013   | 雄   | 勞動力            | 栗東・藤原英昭 →金澤・金田一昌     | 太田珠珠子 | 17戰2冠2亞1季（退役）       |
| 第四匹   | Smile Again     | 2014   | 雄   | 帝國先驅          | 栗東・藤原英昭 →名古屋・竹之下昭憲 | 太田珠珠子 | 2戰0冠0亞0貴（退役）        |
| 第五匹   | Megere Su       | 2015   | 雌   | 龍王              | 栗東・藤原英昭 →栗東・四位洋文     | 太田珠珠子 | 28戰4冠1亞4季（退役・繁殖） |
| 第六匹   | 亞洲之風2016    | 2016   | 雄   | 布蘭高角          |                                    |            | （未出戰）                  |
| 第七匹   | 環球之風        | 2017   | 雄   | 統治地位          | 栗東・武幸四郎                     | 川勝裕之   | 34戰4冠4亞1季（現役）       |
| 第八匹   | My Treasure     | 2018   | 雌   | 馬勁飛            | 栗東・武幸四郎                     | 太田珠珠子 | 1戰0冠0亞0季（退役）        |
| 第九匹   | Wings of Love   | 2019   | 雄   | 統治地位          | 栗東・武幸四郎                     | 太田珠珠子 | 15戰1冠0亞0季（退役）       |
|          | （流產）        |        |      | 馬勁飛            |                                    |            |                             |
| 第十匹   | Jewel de Paris  | 2021   | 雄   | 馬勁飛            | 栗東・笹田和秀 →園田・新子雅司     | 太田珠珠子 | 5戰0冠0亞0季                |
| 第十一匹 | Terminator      | 2022   | 雄   | 統治地位          | 栗東・笹田和秀                     | 川勝裕之   | （出賽前）                  |
| 第十二匹 | 亞洲之風2023    | 2023   | 雄   | 閃亮加州          |                                    |            | （出賽前）                  |
| 第十三匹 | 亞洲之風2024    | 2024   | 雄   | Bricks and Mortar |                                    |            | （出賽前）                  |

## 血統簡介
父系富士奇蹟爲日本賽駒，生涯出戰四場賽事全勝，包含一級賽朝日盃三歲錦標，曾被看好可以達成無敗三冠的偉業，但於彌生賞後因傷退役，因而被稱爲「幻之三冠馬」。祖父週日寧靜爲美國三冠賽雙冠馬，退役後在日本配種，其子嗣贏得巨額獎金，連續12年成為日本冠軍種馬。
母系Sakurasaku為日本馬匹，生涯無出賽記錄。外祖父丹山為美國生產的英國賽駒，生涯戰績優秀，曾勝出一級賽短途盃錦標，退役後配種成績亦極爲優秀。

### 血統表
| 父線：週日寧靜系（Halo系）                |                              |                |                 |
| 種馬 富士奇蹟 1992年（棕色）              | 週日寧靜 1996年（棕色）      | Halo           | Hail to Reason  |
| 種馬 富士奇蹟 1992年（棕色）              | 週日寧靜 1996年（棕色）      | Halo           | Cosmah          |
| 種馬 富士奇蹟 1992年（棕色）              | 週日寧靜 1996年（棕色）      | Wishing Well   | Understanding   |
| 種馬 富士奇蹟 1992年（棕色）              | 週日寧靜 1996年（棕色）      | Wishing Well   | Mountain Flower |
| 種馬 富士奇蹟 1992年（棕色）              | Millracer 1983年（棗色）     | Le Fabuleux    | Wild Risk       |
| 種馬 富士奇蹟 1992年（棕色）              | Millracer 1983年（棗色）     | Le Fabuleux    | Anguar          |
| 種馬 富士奇蹟 1992年（棕色）              | Millracer 1983年（棗色）     | Marston's Mill | In Reality      |
| 種馬 富士奇蹟 1992年（棕色）              | Millracer 1983年（棗色）     | Marston's Mill | Millicent       |
| 繁殖雌馬 Sakurasaku 1997年（棗色）        | 丹山 1992年（棗色）          | 單色           | 北地舞人        |
| 繁殖雌馬 Sakurasaku 1997年（棗色）        | 丹山 1992年（棗色）          | 單色           | Pas de Nom      |
| 繁殖雌馬 Sakurasaku 1997年（棗色）        | 丹山 1992年（棗色）          | Razyana        | His Majesty     |
| 繁殖雌馬 Sakurasaku 1997年（棗色）        | 丹山 1992年（棗色）          | Razyana        | Spring Adieu    |
| 繁殖雌馬 Sakurasaku 1997年（棗色）        | Sakura Fubuki 1990年（棗色） | Forty Niner    | 淘金者          |
| 繁殖雌馬 Sakurasaku 1997年（棗色）        | Sakura Fubuki 1990年（棗色） | Forty Niner    | File            |
| 繁殖雌馬 Sakurasaku 1997年（棗色）        | Sakura Fubuki 1990年（棗色） | Bound          | 尼真斯基        |
| 繁殖雌馬 Sakurasaku 1997年（棗色）        | Sakura Fubuki 1990年（棗色） | Bound          | Special         |
| 雌系：Special系（號族：5-h）              |                              |                |                 |
| 五代內近親交配：北地舞人 4×5、Natalma 5×5 |                              |                |                 |

## 命名由來
名字Asian Winds（エイジアンウインズ），出自馬主太田美實妻子太田珠珠子以往所屬的寶塚歌劇團中的其中一部作品《ASIAN WINDS! - 亞洲之風 -》（《ASIAN WINDS! - アジアの風 -》）之名字。

## 外部連結
- 亞洲之風 netkeiba.com （页面存档备份，存于）
- 血統表 （页面存档备份，存于）